# Francesco Berti
Francesco Berti (Livorno, 2 novembre 1990) è un politico italiano.

## Biografia
Residente a Livorno si è diplomato presso l'I.T.G. Buontalenti di Livorno. Nel 2009 si è iscritto alla Facoltà di Giurisprudenza presso l'Università di Pisa. Nel 2015 è borsista di ricerca presso l'Universität Hamburg, presso l'Institut für Recht und Ökonomik. Ha partecipato come relatore a convegni internazionali sulle politiche pubbliche. A gennaio 2016 svolge un periodo di tirocinio presso il Parlamento Europeo di Bruxelles. 
Nel 2012 si avvicina al meetup Livorno 5 Stelle, città governata dal Sindaco pentastellato Filippo Nogarin tra il 2014 e il 2019. 
Alle elezioni politiche del 2018 viene eletto alla Camera dei Deputati, nelle liste del Movimento 5 Stelle nella circoscrizione Toscana. A Montecitorio viene eletto come membro della Delegazione Italiana al Consiglio d'Europa. Dal 21 marzo 2019 è membro della Commissione Politiche Europee. Dal 9 marzo 2021 è componente della Commissione della Commissione Affari Esteri e Comunitari. Da dicembre 2021 è capogruppo per il Movimento per la Commissione politiche europee. È stato relatore della legge che modifica il Testo Unico degli Enti Locali (TUEL), approvata alla Camera dei deputati il 25 novembre 2021 e poi definitivamente al Senato.
Nel 19 novembre 2019 viene nominato, dall'allora capo politico del Movimento 5 Stelle e Ministro degli Esteri Luigi Di Maio, coordinatore e referente per la campagna delle elezioni regionali della Toscana per il 2020 assieme a Giacomo Giannarelli, consigliere regionale.
Il 14 gennaio 2020 è nominato referente della funzione "Lex Iscritti" della piattaforma Rousseau dove gli iscritti possono presentare proposte di legge che, una volta discusse, saranno portate in Parlamento. 
Il 13 luglio 2022 lascia il M5S e aderisce al gruppo parlamentare creato da Luigi Di Maio, Insieme per il futuro, a causa dei dissapori per il voto in Parlamento italiano sul decreto Aiuti.
Il 6 ottobre, sette giorni prima della fine della legislatura lascia IpF e aderisce al gruppo misto.